# Seitenschlag

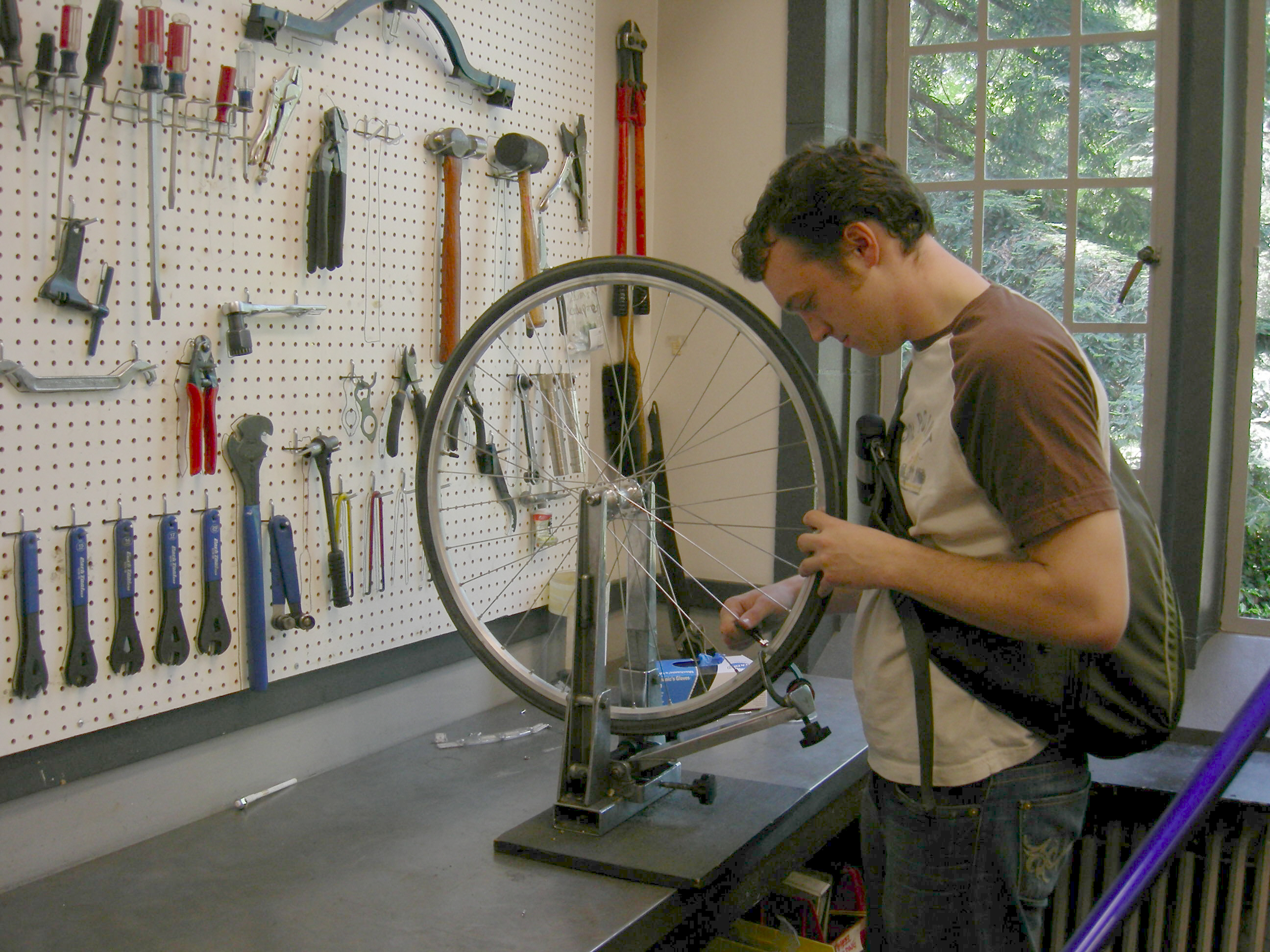
Zentrieren des Rads durch Verstellen der Speichennippel mit einem Nippelspanner

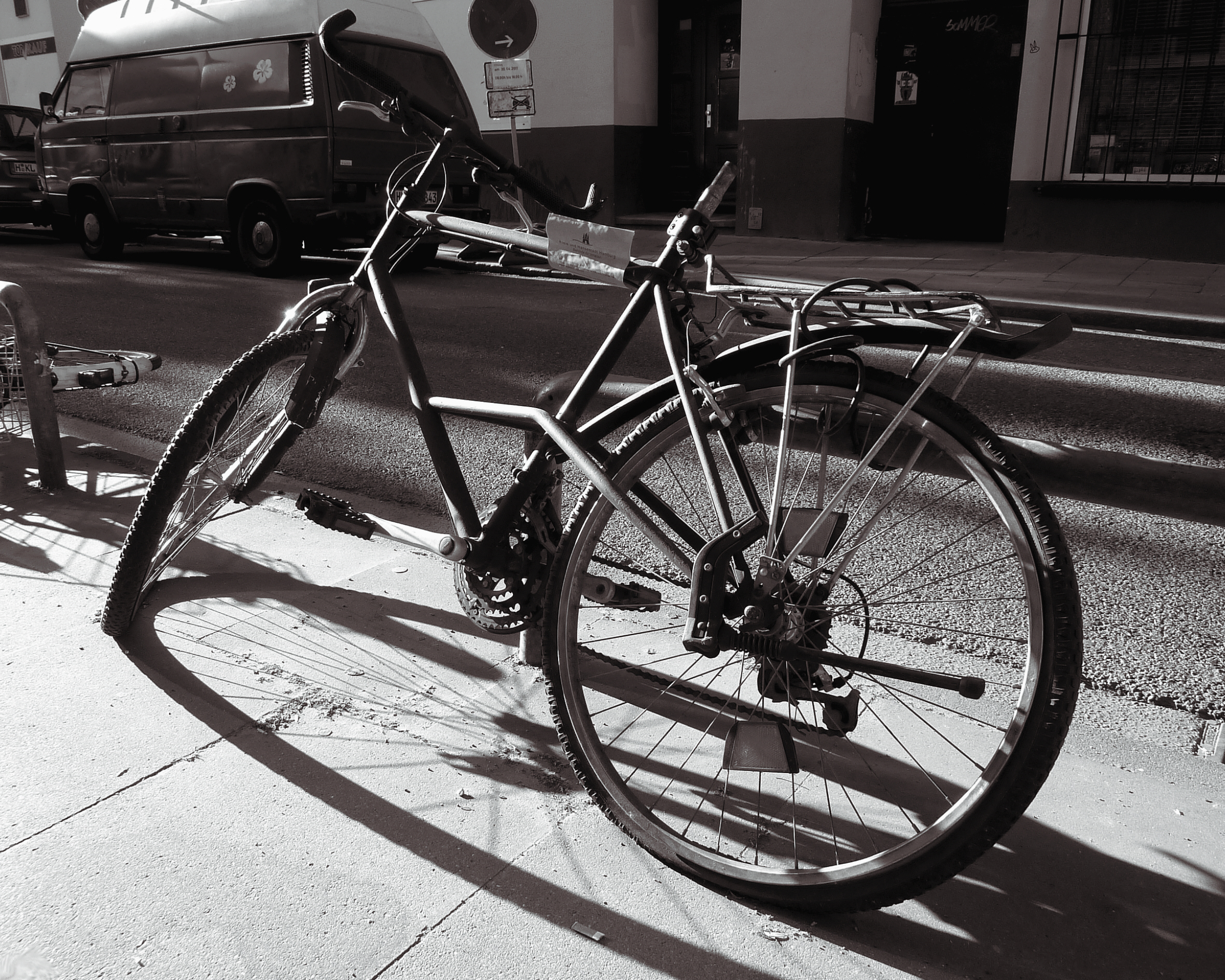
Ein Achter im Vorderrad, dessen Reparatur schwierig werden dürfte

Seitenschlag (verkürzt: Schlag, umgangssprachlich: Acht, Achter) bezeichnet die seitliche Abweichung der Spur eines Rades aus seiner Ebene an einer oder mehreren Stellen.
Bei Fahrrädern zeigt sich dies häufig in Form einer verbogenen, verzogenen Felge, die dann stellenweise an der Bremse schleift. Abhilfe kann ein Zentrieren des Rades schaffen.
Ähnlich dem Seitenschlag gibt es auch einen Höhenschlag, eine Abweichung der Form des Rades, das dann eher oval statt rund ist.